# Traité de l'amour de Dieu
Le Traité de l'amour de Dieu, publié en 1616, est l'une des œuvres majeures de Saint François de Sales. 
Louis Lavelle a pu écrire que « c’est la théorie de l’amour qui est au centre de toute l’œuvre de saint François de Sales » et « le Traité de l’Amour de Dieu est une sorte
de bible de l’amour ».
En 1615, François de Sales, âgé de 48 ans, entreprit d'écrire un deuxième traité sur la prière, après son Introduction à la vie dévote. Ce fut le Traité de l'amour de Dieu . Ce livre est écrit en partie pour les sœurs de la Visitation établies en Savoie et traite de la vie spirituelle. Adhérant à une religion du cœur, il recommande la lecture des écrits mystiques de sainte Thérèse d’Avila. Le style est plus pointu que dans l’Introduction à la vie dévote : François affirme qu'« on parle d'une façon aux jeunes apprentis et d'une autre sorte aux vieux compagnons. » En 1651, la première traduction en flamand est publié par Guillaume van Aelst (1600-1659), à Anvers, aux Pays-Bas méridionaux, intitulée ‘De liefde Godts’. En 1927, le livre est traduit en espagnol par Lorenzo Alonso Rueda (1867-1935), à Madrid, en Espagne.

## Édition
- Traité de l’Amour de Dieu (nouvelle édition abrégée)  (préf. Mgr Garrone), Tournai, Desclée de Brouwer, 1958, 320 p. (présentation en ligne)

## LienWikisource
Traité de l'amour de Dieu